# Ziaélasz bithüniai király
Ziaélasz (ógörögül: Ζιαήλας, latinul: Zelas, Zeilas vagy Zielas), (? – Kr. e. 228) bithüniai király Kr. e. 255-től haláláig.
I. Nikomédész bithüniai királynak első házasságából született fia volt, akit azonban atyja mostohaanyjának ármánykodásai miatt megfosztott az uralomtól mostohatestvére, Tipoetes (vagy Zipoetes) érdekében. Ziaélasz Armeniába menekült, ahonnan csak Nikomédész halála után jött vissza, és megszerezte magának a jogos trónt. A gallokkal szövetkezve több szerencsés háborút viselt. Később árulást tervezett a gallok ellen, akik amikor ezt megtudták, megölték Ziaélaszt. Utóda fia I. Prusziasz lett.
| Előző uralkodó: I. Nikomédész | Bithünia királya Kr. e. 255 – Kr. e. 228 | Következő uralkodó: I. Prusziasz |